# Список послов России и СССР во Франции
В статье представлен список послов России и СССР во Франции.

## Список послов
| Срок полномочий                   | Посол                            | Годы жизни     | Комментарии |
| --------------------------------- | -------------------------------- | -------------- | --- |
| Русское царство                   |                                  |                | |
| 9 августа 1717—1720               | Ганс Христофор Шлейниц           | 1661—1744      | Посланник |
| 1720                              | Платон Иванович Мусин-Пушкин     | 1698—1754/1756 | Со специальным поручением                                                                                         |
| 25 сентября 1720 — 2 ноября 1721  | Василий Лукич Долгоруков         | 1672—1739      | Посланник |
| Российская империя                |                                  |                | |
| 2 ноября 1721 — 16 марта 1722     | Василий Лукич Долгоруков         | 1672—1739      | Посланник |
| 4 мая 1722—1724                   | Александр Борисович Куракин      | 1697—1749      | Посол |
| 1724 — 17 октября 1727            | Борис Иванович Куракин           | 1676—1727      | Посол |
| 17 октября 1727 — 11 июля 1728    | Александр Борисович Куракин      | 1697—1749      | Посол |
| 1728—1731                         | Александр Гаврилович Головкин    | 1689—1760      | Глава миссии (до 1729), затем посланник                                                                           |
| Июль 1731—1733                    | Сергей Христофорович Миних       | 1707—1788      | Поверенный в делах                                                                                                |
| 18 апреля 1738 — 31 марта 1744    | Антиох Дмитриевич Кантемир       | 1708—1744      | Посланник (до 11 декабря 1738 и с 24 сентября 1742), посол (11 декабря 1738—24 сентября 1742)                     |
| 31 марта 1744 — июнь 1748         | Генрих Иванович Гросс            | 1713—1765      | Поверенный в делах (до 1745), затем посланник                                                                     |
| 1756 — 11 июня 1757               | Фёдор Дмитриевич Бехтеев         | 1716—1761      | Поверенный в делах                                                                                                |
| 10 августа 1756 — 26 февраля 1760 | Михаил Петрович Бестужев-Рюмин   | 1688—1760      | Посол |
| 1760                              | Дмитрий Михайлович Голицын       | 1721—1793      | И.д. посла |
| 4 июля 1760 — 26 июля 1762        | Пётр Григорьевич Чернышёв        | 1712—1773      | Посол |
| 1762 — август 1763                | Сергей Васильевич Салтыков       | 1726—1765      | Посол |
| 1762—1768                         | Дмитрий Алексеевич Голицын       | 1721—1793      | Посол |
| 1767—1774                         | Николай Константинович Хотинский | 1727—1811      | Поверенный в делах                                                                                                |
| Август 1773—1785                  | Иван Сергеевич Барятинский       | 1740—1811      | Посол |
| 14 марта 1784 — 7 февраля 1792    | Иван Матвеевич Симолин           | 1720—1799      | Посол (формально до 19 сентября 1799)                                                                             |
| 1800                              | Георг Магнус Спренгтпортен       | 1740—1819      | С особым поручением                                                                                               |
| 1800 — 1 июля 1801                | Степан Алексеевич Колычёв        | 1746—1805      | Посол |
| 1 июля 1801 — 26 октября 1803     | Аркадий Иванович Морков          | 1747—1827      | Посол |
| 15 ноября 1803 — 28 августа 1804  | Пётр Яковлевич Убри              | 1774—1847      | Поверенный в делах                                                                                                |
| 2 мая 1806 — 9 июля 1806          | Пётр Яковлевич Убри              | 1774—1847      | С особой миссией                                                                                                  |
| 31 августа 1807 — 19 октября 1808 | Пётр Александрович Толстой       | 1770—1844      | Посол |
| 4 октября 1808 — 2 февраля 1809   | Николай Петрович Румянцев        | 1754—1826      | С особой миссией                                                                                                  |
| Октябрь 1808 — ноябрь 1808        | Григорий Иванович Гагарин        | 1782—1837      | Поверенный в делах                                                                                                |
| 19 октября 1808 — 10 ноября 1812  | Александр Борисович Куракин      | 1752—1818      | Посол |
| 1 апреля 1814 — 5 января 1835     | Карл Осипович Поццо ди Борго     | 1768—1842      | Посланник (до 17 февраля 1821), затем посол                                                                       |
| 31 января 1835—1835               | Павел Иванович Медем             | 1800—1854      | Поверенный в делах                                                                                                |
| 1835—1851                         | Пётр Петрович Пален              | 1777—1864      | Посол (формально до 1851, фактически до 1841)                                                                     |
| 1851 — 23 января 1854             | Николай Дмитриевич Киселёв       | 1800—1869      | И.д. поверенного в делах (до 8 апреля 1851), с особым поручением (8 апреля 1851 — 6 января 1853), затем посланник |
| 6 мая 1856 — 29 января 1857       | Филипп Иванович Бруннов          | 1797—1875      | С особым поручением                                                                                               |
| 11 июля 1856 — 15 сентября 1862   | Павел Дмитриевич Киселёв         | 1788—1872      | Посол |
| 3 ноября 1862 — 10 апреля 1868    | Андрей Фёдорович Будберг         | 1817—1881      | Посол |
| 25 апреля 1868 — 30 апреля 1870   | Эрнест Густавович Штакельберг    | 1813—1870      | Посол |
| 1870                              | Григорий Николаевич Окунев       | 1823—1883      | Поверенный в делах                                                                                                |
| 21 мая 1870 — 28 ноября 1870      | Филипп Иванович Бруннов          | 1797—1875      | Посол (к месту службы не выезжал)                                                                                 |
| 11 декабря 1871 — 8 февраля 1884  | Николай Алексеевич Орлов         | 1827—1885      | Посол |
| 8 февраля 1884 — 18 ноября 1897   | Артур Павлович Моренгейм         | 1824—1906      | Посол |
| 19 ноября 1897—1904               | Лев Павлович Урусов              | 1839—1928      | Посол |
| 1904 — 5 сентября 1910            | Александр Иванович Нелидов       | 1835—1910      | Посол |
| 1910 — 3 марта 1917               | Александр Петрович Извольский    | 1856—1919      | Посол |
| Временное правительство России    |                                  |                | |
| Март 1917—1917                    | Александр Петрович Извольский    | 1856—1919      | Посол |
| 1917                              | Матвей Маркович Севастопуло      |                | Поверенный в делах                                                                                                |
| 1917 — 26 октября 1917            | Василий Алексеевич Маклаков      | 1869—1957      | Посол (верительные грамоты не вручал)                                                                             |
| СССР                              |                                  |                | |
| 14 ноября 1924 — 30 октября 1925  | Леонид Борисович Красин          | 1870—1926      | Полномочный представитель                                                                                         |
| 30 октября 1925 — 21 октября 1927 | Христиан Георгиевич Раковский    | 1873—1941      | Полномочный представитель                                                                                         |
| 21 октября 1927 — 14 июля 1934    | Валериан Савельевич Довгалевский | 1885—1934      | Полномочный представитель                                                                                         |
| 1931 — сентябрь 1934              | Марсель Израилевич Розенберг     | 1896—1938      | Временный поверенный                                                                                              |
| 25 ноября 1934 — 4 апреля 1937    | Владимир Петрович Потёмкин       | 1874—1946      | Полномочный представитель                                                                                         |
| 7 апреля 1937 — 29 марта 1940     | Яков Захарович Суриц             | 1882—1952      | Полномочный представитель                                                                                         |
| 29 марта 1940 — 30 июня 1941      | Александр Ефремович Богомолов    | 1900—1969      | Полномочный представитель (до 9 мая 1941), затем посол                                                            |
| 21 сентября 1943 — 25 марта 1950  | Александр Ефремович Богомолов    | 1900—1969      | Представитель при ФКНО (до 23 октября 1944), затем посол                                                          |
| 25 апреля 1950 — 7 июля 1953      | Алексей Павлович Павлов          | 1905—1982      | Посол |
| 7 июля 1953 — 24 марта 1965       | Сергей Александрович Виноградов  | 1907—1970      | Посол |
| 24 марта 1965 — 18 сентября 1971  | Валериан Александрович Зорин     | 1902—1986      | Посол |
| 18 сентября 1971 — 9 апреля 1973  | Пётр Андреевич Абрасимов         | 1912—2009      | Посол |
| 3 мая 1973 — 20 января 1983       | Степан Васильевич Червоненко     | 1915—2003      | Посол |
| 20 января 1983 — 19 июня 1986     | Юлий Михайлович Воронцов         | 1929—2007      | Посол |
| 19 июня 1986 — 23 мая 1990        | Яков Петрович Рябов              | 1928—2018      | Посол |
| 23 мая 1990 — 25 декабря 1991     | Юрий Владимирович Дубинин        | 1930—2013      | Посол |
| Российская Федерация              |                                  |                | |
| 4 января 1992 — 18 декабря 1998   | Юрий Алексеевич Рыжов            | 1930—2017      | Посол |
| 18 декабря 1998 — 20 февраля 2002 | Николай Николаевич Афанасьевский | 1940—2005      | Посол |
| 21 февраля 2002 — 12 мая 2008     | Александр Алексеевич Авдеев      | 1946—          | Посол |
| 14 октября 2008 — 23 октября 2017 | Александр Константинович Орлов   | 1948—          | Посол |
| 23 октября 2017 — н. в.           | Алексей Юрьевич Мешков           | 1959—          | Посол |